# 北方真桑站

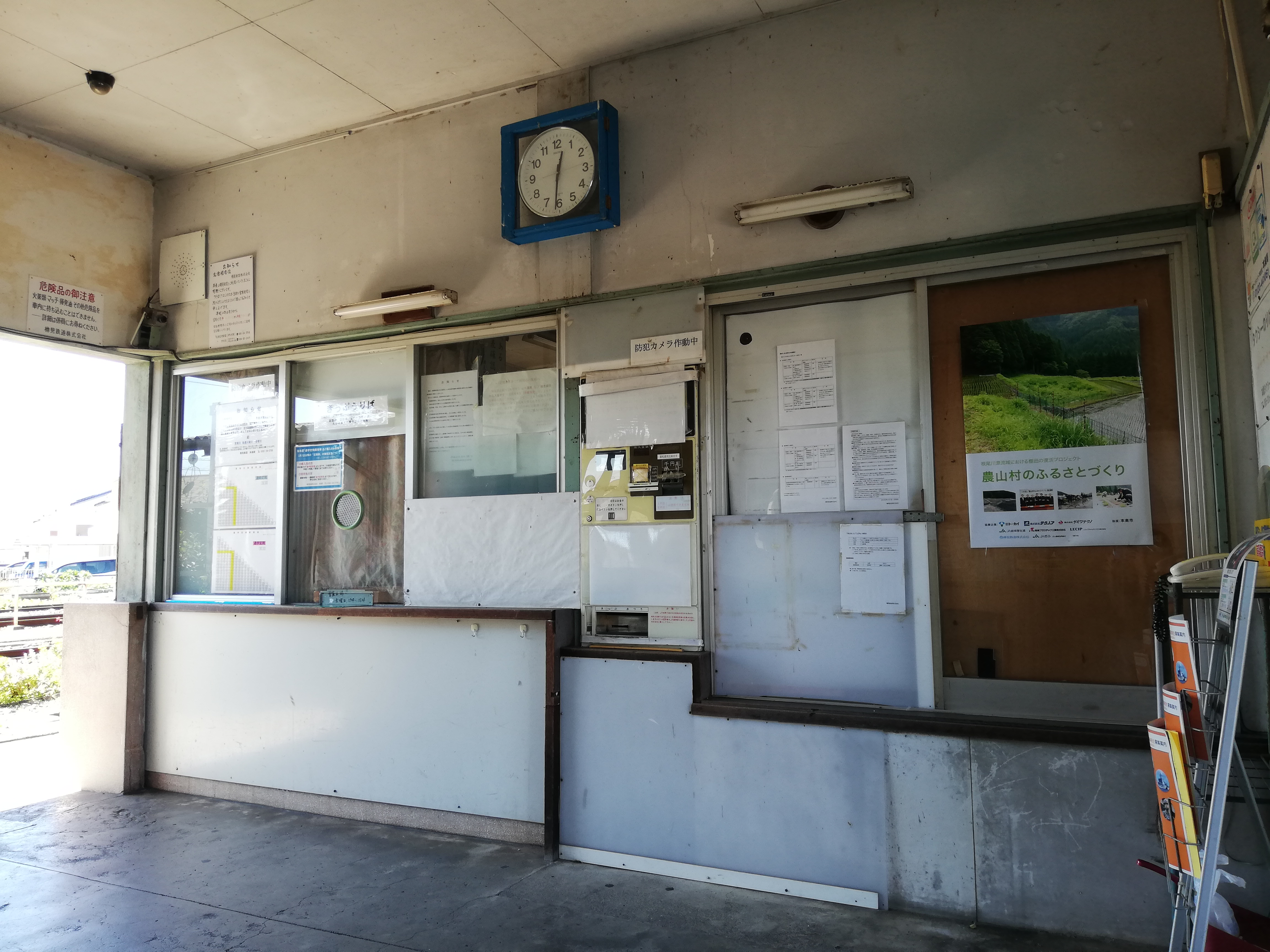
車站內部（2019年10月）

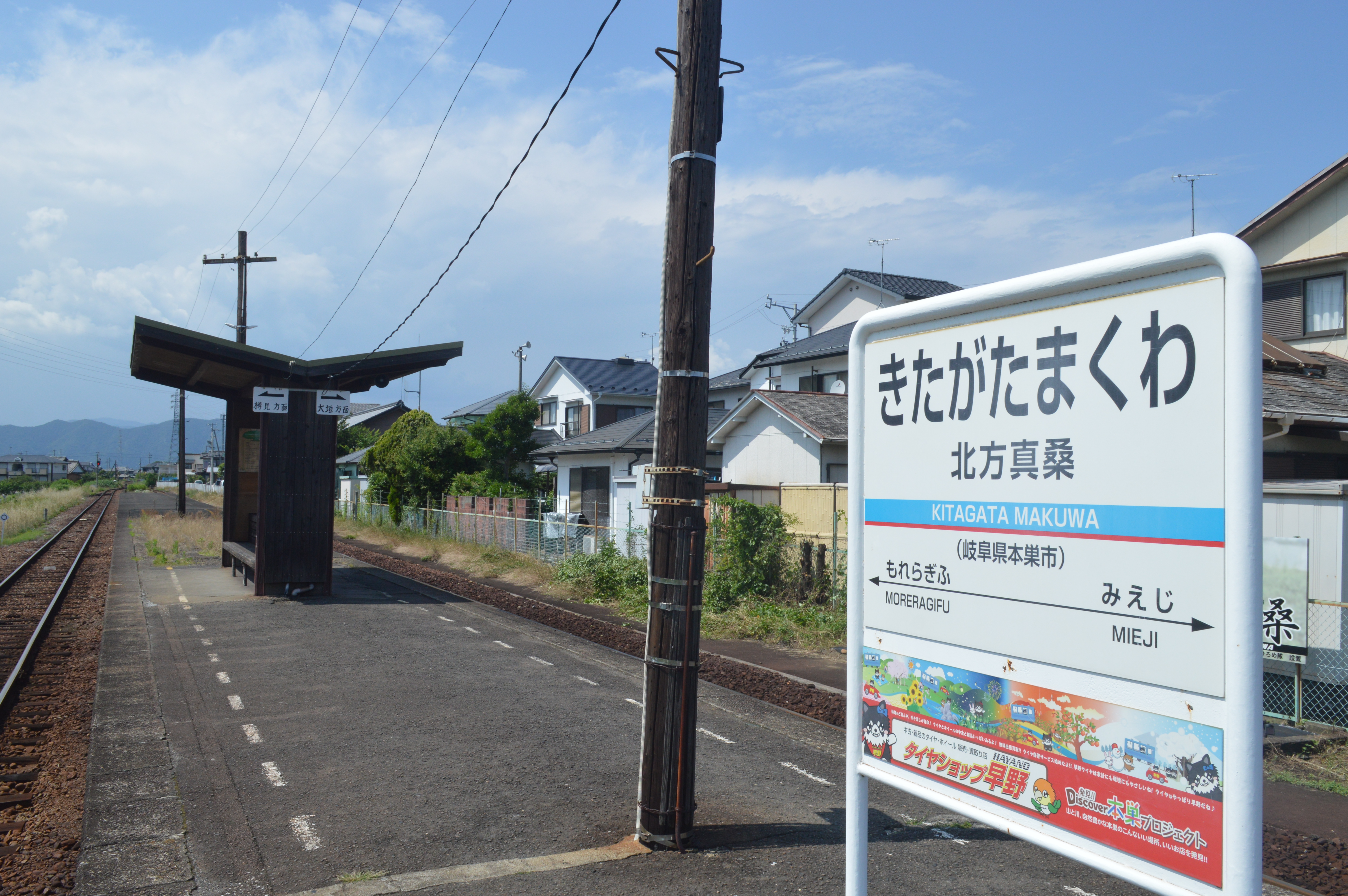
月台（2019年6月）

北方真桑站（日语：／ Kitagata Makuwa eki */?）是位於岐阜縣本巢市上真桑，屬於樽見鐵道的樽見線車站。車站編號為「TR06」。

## 歷史
- 1956年（昭和31年）3月20日 - 國鐵樽見線 大垣站至谷汲口站之間開通[1]，本巢北方站啟用。當時為旅客和貨運車站[2]。
- 1971年（昭和46年）3月31日 - 終止貨物起卸業務。
- 1984年（昭和59年）10月6日 - 樽見線轉讓至樽見鐵道，成為樽見鐵道車站。同時車站改名為北方真桑站[2]。

在國鐵時代(本巢北方站)的站名牌現時由樽見鐵道保管，沒有公開展出。

## 車站構造
本站是地面車站，設有1面2線的島式月台，並設有1條側線。此站是有人車站，職員當值時間為星期二和五的15:00～18:00（在官方網站有所記載）。此站設有一座自動售票機，但現時因故障而暫停使用。因此在沒有職員當值時段，乘客無法在此站購買車票，變為使用一人控制的支付車費方式。

## 利用狀況
| 年度               | 1日平均 乘車人次 |
| ------------------ | ---------------- |
| 2011年（平成23年） | 146              |
| 2012年（平成24年） | 148              |
| 2013年（平成25年） | 147              |
| 2014年（平成26年） | 141              |
| 2015年（平成27年） | 144              |
| 2016年（平成28年） | 145              |

## 車站周邊
- 岐阜工業高等專門學校（國立）[3]
- 岐阜縣立本巢松陽高等學校（日语：岐阜県立本巣松陽高等学校）
- 岐阜第一高等學校（日语：岐阜第一高等学校）（私立）[3]
- 北方町公所
- 北方警署（日语：北方警察署）
- 國道157號（日语：国道157号）
- 國道303號（日语：国道303号）

在名鐵揖斐線還存在的時代，車站南邊可看見該路線的跨線橋。此站最近名鐵揖斐線的車站是美濃北方站，距離此站1公里，需要步行15～20分鐘。在戰前，名鐵揖斐線真桑至美濃北方之間曾經設有八又站，該站與北方真桑（本巢北方）站非常接近（現時車站遺址變成了FamilyMart本巢上真桑店附近）。

## 相鄰車站
樽見鐵道
樽見線
美江寺（TR05）－北方真桑（TR06）－Morera岐阜（TR07）

## 註腳
1. ↑  曾根悟（監修）. 朝日新聞出版分冊百科編集部（編集） , 编. . 週刊朝日百科. 26号 長良川鉄道・明知鉄道・樽見鉄道・三岐鉄道・伊勢鉄道. 朝日新聞出版. 2011-09-18 （日语）.
2. 1 2  日本鉄道旅行地図帳 ―全線全駅全廃線 7号 東海（新潮「旅」ムック）p.40、日本鉄道旅行地図帳編集部 （編） 新潮社 (2008-11-18) ISBN 978-4-10-790025-8
3. 1 2 3  路線図 （页面存档备份，存于）（日語）,樽見鐵道株式會社。2019年11月1日參閲。
4. ↑  きっぷの種類 （页面存档备份，存于）（日語），樽見鐵道，2017年5月18日參閲。